# Kołówko
Kołówko – osada leśna w województwie zachodniopomorskim, w powiecie gryfińskim, w gminie Stare Czarnowo, w sołectwie Kołowo, 1,8 km na wschód-południowy wschód od Kołowa, na skrzyżowaniu Zbójnego Traktu z Drogą Kołowską, na obszarze Szczecińskiego Parku Krajobrazowego „Puszcza Bukowa”.
Zespół zabudowań dawnej gajówki, dom parterowy z 1890, wraz z dwoma budynkami gospodarczymi, całość z cegły. Budynki ustawione bocznymi (wąskimi) elewacjami do drogi, ogrodzenie murowane z kamienia polnego. Obecnie gospodarstwo agroturystyczne.
Na przełomie XIX i XX w. była tu wielka owczarnia.
150 m na zachód Jezioro Białe. Po północnej stronie Drogi Kołowskiej rezerwat przyrody „Kołowskie Parowy”.
Węzeł znakowanych szlaków turystycznych:
- Szlak im. Stanisława Pawelskiego
- Szlak im. Stanisława Grońskiego

W latach 1975–1998 miejscowość administracyjnie należała do województwa szczecińskiego.